# Cranmere Pool
Cranmere Pool je mala depresija u tresetištu u sjevernom dijelu engleskog nacionalnog parka Dartmoor. To je oko 0,5 km sjeverozapadno od izvora Istočnog Darta.
Cranmere Poole je mjesto, gdje je postavljen prvi poštanski sandučić. 
Osim toga Cranmere Pool je mjesto Legende o Cranmere Binjie (ponekad poznat i kao Benjie).

## Vanjske poveznice
- Cranmere Pool na legendarydartmoor.co.uk  Arhivirana inačica izvorne stranice od 25. studenoga 2010. (Wayback Machine) (na engleskom)